# Erik van den Muijzenberg
Erik Paul van den Muijzenberg (Hilversum, 3 juli 1958) is een Nederlandse internetcolumnist en republikein.  Daarnaast heeft hij enige bekendheid verworven als slachtoffer van kindermisbruik, nadat hij in zijn jeugd door zijn stiefvader was misbruikt.
Van eind 1980 tot de zomer van 1981 was hij actief als basgitarist in de Nederlandse new wave-band The Visitor.
Op 29 januari 1998 riep Van den Muijzenberg als woordvoerder en bestuurslid van het Nieuw Republikeins Genootschap op de Dam in Amsterdam onder het oog van de internationale pers de 'Derde Republiek der Nederlanden' uit.
Als internetcolumnist leverde hij onder meer bijdragen aan De Digitale Stad (DDS) en was hij betrokken bij de Digitale Burgerbeweging Nederland (DB.NL). Voor zijn essays op internet over kindermisbruik werd hij in 1998 voorgedragen voor de Vosko Trofee in de categorie 'Sociaal Cultureel Initiatief'.
Van den Muijzenberg spande in 1997 een civiele procedure aan tegen zijn stiefvader  wegens het misbruik in zijn jeugd. Hij werd bijgestaan door advocaat Elsbeth Boor. De stiefvader werd bij vonnis van 2 juli 1997 door de rechtbank in Leeuwarden veroordeeld tot het betalen van een schadevergoeding van meer dan een miljoen gulden, wegens materiële en immateriële schade. Over dit stuk in het leven van Van den Muijzenberg, maakte Erik Latour in 1999 een tv-documentaire voor de RVU.